# Georg Heinrich Oesterley der Jüngere
Georg Heinrich Oesterley (d. J.; geboren am 27. Oktober 1774 in Göttingen; gestorben am 14. Juli 1847 ebenda) war ein deutscher Jurist, Privatdozent. Richter und Universitätsrat an der Universität Göttingen.

## Leben

### Familie
Georg Heinrich Oesterley wurde geboren als Sohn des Göttinger Eisenkramers Heinrich Christoph Oesterley (1727–1792) und der Pfarrers-Tochter Amalie Oesterley, geborene Schwarzkopf (1750–1795).
Er heiratete die aus Wahlhausen stammende Christiane Sonntag (1768–1843). Aus der Ehe gingen der in Göttingen geborene spätere Göttinger Bürgermeister Ferdinand Oesterley (1802–1858) hervor sowie der ebenda geborene spätere Historien- und Porträtmaler Carl Wilhelm Friedrich Osterley (1805–1891).

### Werdegang
Der im Kurfürstentum Braunschweig-Lüneburg während der Personalunion zwischen Großbritannien und Hannover 1774 geborene und evangelisch getaufte Georg Heinrich Oesterley arbeitete von 1804 bis 1821 als Dozent für Prozessrecht in Göttingen. Zeitweilig parallel dazu wirkte er ab 1804 als Sekretär der Universität Göttingen. Während der sogenannten „Franzosenzeit“ arbeitete er 1808 zunächst als Gressier, 1809 dann als Richter des Westfälischen Tribunals.
Ab dem Jahr der Erhebung des vormaligen Kurfürstentums zum Königreich Hannover übernahm Oesterley 1814 die Aufgaben des Vize-Syndikus der Universität Göttingen. 1821 wurde er zum Universitätsrat ernannt.
Zu Oesterleys Schriften zählt die Fortsetzung der von Johann Stephan Pütter und Friedrich Saalfeld begonnenen Gelehrten-Geschichte der Göttinger Universität.

## Schriften
- Grundriß des bürgerlichen und peinlichen Processes für die Chur-Braunschweig-Lüneburgischen Lande und zwar für den Theil derselben welcher in zweyter Jnstanz den Obergerichten zu Hannover unterworfen ist. Von Georg Heinrich Oesterley jun. Procurator und Advocaten zu Göttingen, Göttingen, im Verlag der Schröderschen Buchhandlung. 1800; Digitalisat über die Universitätsbibliothek Halle
- Anleitung zur Referirkunst zum Gebrauch akademischer Vorlesungen, Göttingen: Heinrich Dieterich, 1807; Digitalisat der Bayerischen Staatsbibliothek
- Handbuch des bürgerlichen und peinlichen Processes für das Königreich Hannover / Von Georg Heinrich Oesterley dem jüngeren ..., Göttingen: Vandenhoeck-Ruprecht, 1819,
  - Band 1: Bürgerlicher Process;
    - Teil 1: Digitalisat über das Münchener Digitalisierungszentrum
    - Teil 2: Digitalisat

  - Theil 3: Peinlicher Proceß, 1820; Digitalisat
- Practische Erläuterung der Westphälischen Process-Ordnung mit Formularen / von G. H. Oesterley jun. Tribunals-Secretair und Privatlehrer der practischen Rechtswissenschaft zu Göttingen, Göttingen: Heinrich Dieterich,
- Bd. 1; Digitalisat
- Bd. 2; Digitalisat
- Ernst Spangenberg, Georg Heinrich Oesterley: Ausfuehrlicher theoretisch-practischer Commentar über das französische und westphälische Gesetzbuch des Verfahrens in bürgerlichen Rechtsstreitigkeiten / Größtentheils nach Pigeau bearb. von G. H. Oesterley, 1810
- Praktische Bemerkungen über die Gerichtsverfaßung und das gerichtliche Verfahren der älteren und neuern Zeit, 1814; Digitalisat
- Darstellung der Gerichtsverfaßung in der Universitätsstadt Göttingen / vom Universitätsrathe Dr. Oesterley, Göttingen bei Vandehoeck und Ruprecht. 1833; Digitalisat
- Ist es rathsam die Zunftverfassung aufzuheben?, Göttingen: Vandenhoeck und Ruprecht, 1833
- Versuch einer academischen Gelehrtengeschichte von der Georg-August-Universität zu Göttingen, Band 4, Johann Stephan Pütter. Fortges. vom Universitätsrathe Dr. Oesterley. Von 1820 bis zur ersten Säcularfeier der Universität im Jahre 1837, Göttingen (Vandenhoeck und Ruprecht) 1838
  - Nachdruck, mit einer Einleitung hrsg. von Reimer Eck, Hildesheim; Zürich; New York: Olms-Weidmann, 2006, ISBN 978-3-487-12739-2 und ISBN 3-487-12739-3
- Ueber die Hannoversche Süd-Eisenbahn. Von Dr. Ferd. Oesterley, Stadt-Syndikus in Göttingen, Hannover: Vandenhoeck und Ruprecht, 1846; als PDF-Dokument über die Universitätsbibliothek Frankfurt

als Herausgeber:
- anfangs gemeinsam mit Ernst Spangenberg: Magazin für das Civil- und Criminal-Recht des Königreichs Westphalen zuletzt auch Magazin der französischen und westfälischen Jurisprudenz genannt, 1810–1813; Digitalisate über das Max-Planck-Institut für europäische Rechtsgeschichte
- Was ist von Injurien-Processen zu erwarten? In Beispielen Nro I., Göttingen: Dieterich, 1809